# Ovratniška sehlica
Ovratniška sehlica (znanstveno ime Marasmius rotula) je gliva iz rodu sehlic (Marasmius).

## Značilnosti
Klobuček je tanek in membranast, premera od 3 do 20 mm. Ima konveksno obliko, ki je rahlo vtisnjena v sredini, rob je nazobčan z vidnimi obrisi lističev. Mladi, nerazširjeni klobučki so rumenkasto rjavi; ko se kapica razširi, barva postane belkasta ali svetlo rožnato bela, pogosto s temnejšo sredino. Belo ali rahlo rumenkasto meso je zelo tanko.
Lističi niso nikoli pritrjeni na bet ampak na značilen ovratnik ali prstan, čeprav imajo nekateri primerki ovratnik pritisnjen dovolj blizu, da je ta značilnost manj očitna. So široko razporejeni in so enako belkasto do bledo rumene barve kot meso in jih je običajno med 16 in 22. Sprva so ozki, vendar se na izpostavljenem robu navzdol odebelijo.
Nima značilnega vonja in je medlega do grenkega okusa.
Bet je dolg od 1,2 do 8 cm in debel do 0,15 cm, z gladko, včasih sijočo površino. Je trd, votel in bodisi raven ali le rahlo ukrivljen. Spodaj je temno rjave barve, vrh pa je svetlejši, skoraj prosojen. Osnova stebla je lahko povezana s temno rjavimi ali črnimi koreninastimi rizomorfi.

## Razširjenost in življenjski prostor
Je gniloživka. Raste od pomladi do jeseni v majhnih skupinah na odmrlih vejicah in lesu v listnatnih in mešanih gozdovih.
Vrsta je razmeroma netolerantna na sušo in dobro uspeva le v vlažnih obdobjih. Tako kot mnoge druge vrste sehlic se lahko v sušnih obdobjih izsušijo in skrčijo, nato pa oživijo, ko je spet na voljo dovolj vlage v obliki dežja ali visoke vlažnosti.

## Mikroskopske značilnosti
Trosni odtis je bele barve. Trosi so pod mikroskopom prosojni, veliki 7-10 x 3-5 µm.

## Podobne vrste
- Bulliardova sehlica (Marasmius bulliardii)
- Nitasti korenovec (Gymnopus androsaceus)
- Navadna belka (Delicatula integrella)
- Bela sehlička (Marasmiellus candidus)

## Uporabnost
Neužitna a ni strupena. Louis Krieger, ki je v dvajsetih letih 20. stoletja pisal za National Geographic, je omenil, da se goba uporablja kot dodatek k omakam in, ko se uporablja za okras divjačine, "doda ustrezen pridih divjih gozdov".
Študija koncentracije kovin v 15 divjih vrstah gob v Indiji je pokazala, da je ovratniška sehlica bioakumulirala najvišjo koncentracijo kadmija.

## Galerija slik
- Ilustracija: Bresadola
- Klobuk
- Lističi in bet tvorijo značilen ovratnik
- Trosi